# 長浜博行

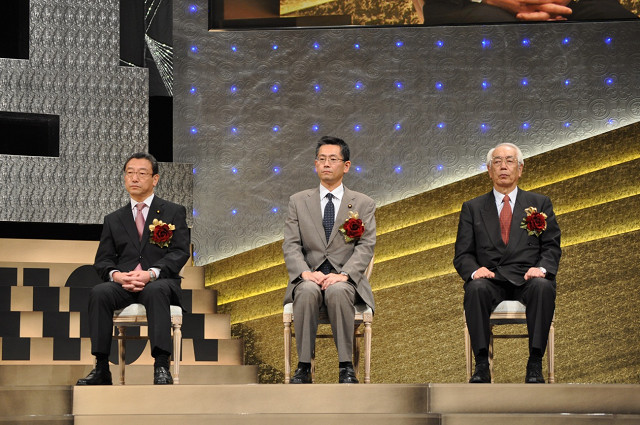
2011年、東京で行われた民間放送60周年記念全国大会にて

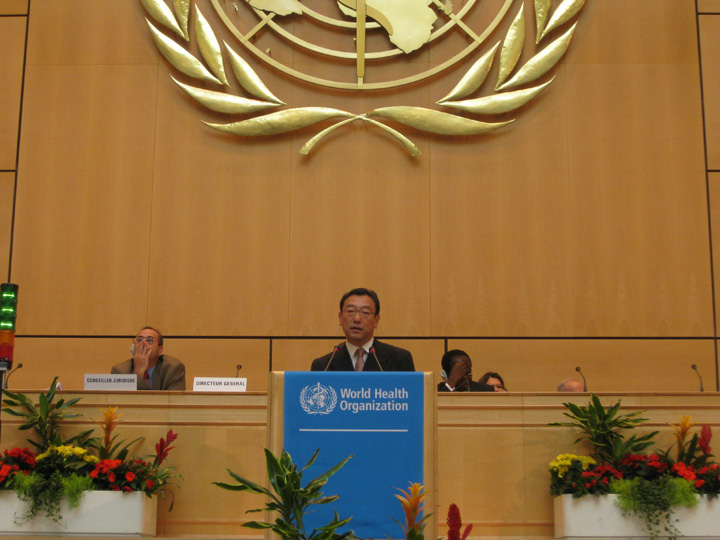
2011年5月、第63回世界保健総会での演説の様子

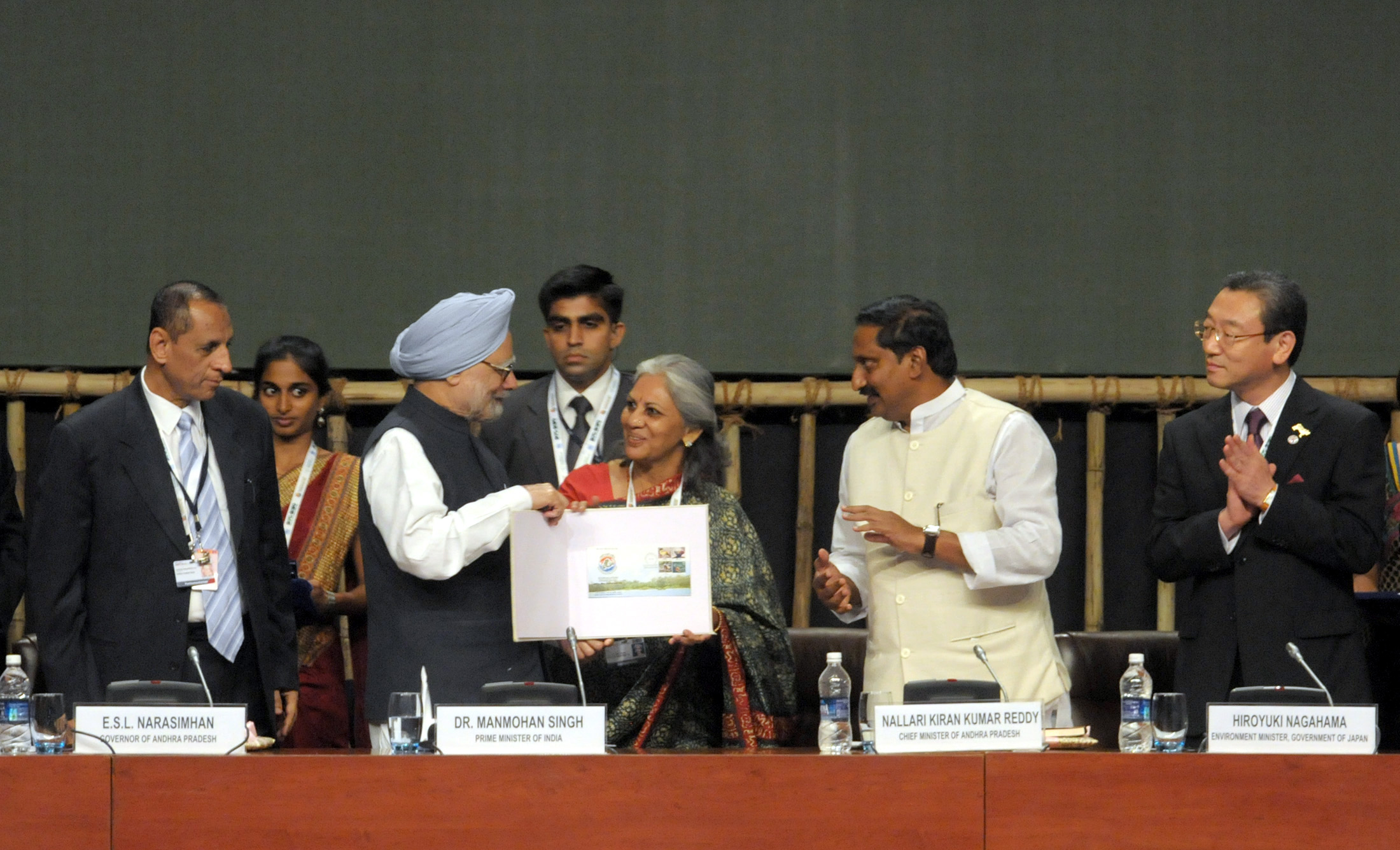
2012年、ハイデラバードにて

長浜 博行（ながはま ひろゆき、1958年〈昭和33年〉10月20日 - ）は、日本の政治家。参議院議員（4期）、参議院憲法審査会長、立憲民主党千葉県連常任顧問。
参議院副議長（第33代）、環境大臣（第18代）、内閣府特命担当大臣（原子力防災）（野田第3次改造内閣）、原発事故の収束及び再発防止担当大臣（野田第3次改造内閣）、内閣官房副長官（野田内閣・野田第1次改造内閣・野田第2次改造内閣）、厚生労働副大臣（鳩山由紀夫内閣・菅直人内閣）、衆議院議員（4期）、参議院環境委員長、同国土交通委員長、同国家基本政策委員長、立憲民主党千葉県連代表、立憲民主党参議院議員会長、民進党副代表、同皇位検討委員長、民主党倫理委員長、同財務委員長を歴任した。

## 来歴

### 生い立ち
東京都墨田区生まれ。芝中学校・高等学校、早稲田大学政治経済学部卒業。大学在学中は応援部に所属。卒業後、松下政経塾に入塾する（第2期生）。バンダイ、伊藤忠商事勤務を経て、ハーマン・エンタープライズを設立し代表取締役に就任。この間、浦安青年会議所理事や松下政経塾東京事務所長を務める。

### 国政へ
1992年、前熊本県知事（当時）・細川護熙による日本新党の結党に参加し、日本新党秘書室長に就任。細川の参議院議員当選に伴い、議員秘書を務める。1993年、第40回衆議院議員総選挙に日本新党公認で旧千葉4区から出馬し、初当選。1994年、日本新党の解党に伴い新進党結党に参加するが、1996年の第41回衆議院議員総選挙では千葉8区で自由民主党の桜田義孝に敗れ、落選した。
第41回衆議院議員総選挙での落選後、新進党を離党し、民主党に入党。2000年の第42回衆議院議員総選挙では、桜田を千葉8区で破り、国政に復帰。民主党入党後は、同じ千葉県選出の野田佳彦が率いる花斉会に所属。
2003年の第43回衆議院議員総選挙では、前2回の総選挙では比例南関東ブロック単独で当選した松崎公昭が千葉8区で公認を受けたため、千葉11区に国替えする。千葉11区では自民党の森英介に敗れたが、重複立候補していた比例南関東ブロックで復活し、3選。2005年の第44回衆議院議員総選挙では比例南関東ブロック単独で出馬し、4選。
2007年、衆議院議員在職中ながら第21回参議院議員通常選挙に民主党公認で千葉県選挙区から出馬し、定数3の同選挙区でトップ当選した。なお参院選への立候補に伴い、衆議院議員を自動失職した。これは長浜、及び第41・42回衆議院議員総選挙では比例南関東ブロック単独で当選した松崎公昭の地盤がいずれも千葉8区（我孫子市全域・柏市の大部分）だったため、毎回難航した千葉8区における調整を解消する目的での鞍替えであった。現職の衆議院議員の参議院議員への転出は極めて異例である。
2009年、鳩山由紀夫内閣で厚生労働副大臣に任命され、菅直人内閣まで務める。2011年、野田内閣で内閣官房副長官に任命され、野田第2次改造内閣まで務める。
2012年10月、野田第3次改造内閣で環境大臣として初入閣し、併せて原発事故の収束及び再発防止担当大臣と内閣府特命担当大臣（原子力防災）を兼務した。同年12月、民主党は第46回衆議院議員総選挙で大敗し、第2次安倍内閣の発足に伴い退任した。
2013年、第23回参議院議員通常選挙に民主党公認で千葉県選挙区から出馬。トップ当選した前々回の選挙に対し、野党転落後初の大型国政選挙であるこの参院選においても民主党に対する逆風が吹き、千葉県選挙区では最下位（得票数3位）の辛勝であった。
2015年1月、民主党代表に選出された岡田克也の下、民主党倫理委員長に起用された。
2018年5月7日、民進党と希望の党の合流により結党された国民民主党に参加。5月8日、国民民主党の総務副会長に就任した。2018年10月19日、党に離党届を提出、22日に院内会派を退会した。国民民主党は同月24日の総務会で「本党の運営に著しい悪影響をおよぼす」行為であるとともに「党の結束を乱す行為・言動」に抵触する重大な反党行為として、同時期に離党届を提出した今井雅人とともに離党届を受理せず除籍処分相当と判断し、11月21日に正式に除籍が決定した。12月25日に立憲民主党に入党した。
2019年、第25回参議院議員通常選挙で立憲民主党公認で千葉県選挙区から出馬し、3選。幹事長を兼任していた福山哲郎に代わり参議院議員会長に選出された。
2020年8月24日、旧立憲民主党と旧国民民主党は、2つの無所属グループを加えた形で合流新党を結成することで合意した。同年9月10日に行われた新「立憲民主党」の代表選挙では枝野幸男の推薦人に名を連ねた。
2021年10月11日、衆議院議員の生方幸夫が拉致問題における不適切な発言の責任を取って、立憲民主党千葉県連の会長を辞任。長浜が後任会長に選ばれた。直後の第49回衆議院議員総選挙で立憲民主党は議席を「109」から「96」に減らし、11月2日、枝野幸男代表は引責辞任を表明。2代目の代表選挙（11月30日実施）では小川淳也の推薦人に名を連ねた。
2022年8月3日、第33代参議院副議長に就任する。副議長就任に伴い、立憲民主党会派を離脱し無所属となる。
2025年7月20日の第27回参議院議員通常選挙の投開票の結果、4選。8月1日、参議院憲法審査会会長に就任。

## 人物
- 厚生労働大臣だった長妻昭の指示により厚生労働省内に発足した「若手プロジェクトチーム（PT）」（平均年齢33歳の職員34人）が6チームに分かれて、業務効率化やサービス改善策について無記名のアンケート調査を行った[22] 結果、「現在仕えている上司について、当てはまると思うものはどれか（複数回答）」という質問に対し「（政務三役の）おごりを感じる」という答えが48.0%、また自由意見に「政務三役から優先順位がなく現実的なスケジュール感のない宿題が山ほど出されていることが、問題」などがあった[23]。2010年7月28日の報告会に出席した長妻はこの結果に沈黙していたが、当時厚生労働副大臣を務めていた長浜は「『おごっている』の意味が一体何を指しているのか。政治家は国民意識から離れている場合は選挙で負けるが、公務員にはそういった機能がない」と反論した[24]。
- 日本鉄道労働組合連合会（JR連合）より支援を受けている[25][26]。

## 政策・主張

### 憲法観
- 憲法改正には、反対[27]。
- 憲法9条改正に、反対[27]。

### 防衛
- 日本の核武装については、「将来にわたって検討すべきではない」としている[27]。

### 経済
- 「アベノミクス」は成果を上げていると思いますかについては、「思わない」としている[27]。
- 消費税率の5％から8％への引き上げに賛成[28]、8％から10％への引き上げは延期または中止[27]。軽減税率の導入には賛成[28]。
- 原子力発電所は日本に「必要ない」としている[27]。

### その他
- 教育の充実を図るために憲法の改正が必要かについては、「必要ではない」としている[27]。
- 選択的夫婦別姓導入に「賛成」としている[29]。
- 同性婚に「どちらかと言えば賛成」としている[29]。
- 女性宮家の創設に「賛成」としている[27]。
- 2003年、静岡空港建設反対の国会議員署名活動で署名者に加わっている[30]。

## 所属団体・議員連盟
- 東京オリンピック・パラリンピックに向けて受動喫煙防止法を実現する議員連盟（幹事）[31]
- 民主党新時代娯楽産業健全育成プロジェクトチーム（副座長）

## 著書

### 共著
- 松下政経塾魁の会『2010年霞ヶ関物語』
- 中田宏・長浜博行・山田宏『ニュージーランド行革物語』
- 松下政経塾出身代議士15人会『永田町からの政治論』
- 松下政経塾出身政治家の会『新しい日本　－サッチャーからの提言－』
- 長浜博行・野田佳彦『21世紀 日本プライド構想』

## 選挙歴
| 当落 | 選挙                     | 執行日         | 年齢 | 選挙区             | 政党         | 得票数     | 得票率 | 定数 | 得票順位 /候補者数 | 政党内比例順位 /政党当選者数 |
| ---- | ------------------------ | -------------- | ---- | ------------------ | ------------ | ---------- | ------ | ---- | ------------------ | ---------------------------- |
| 当   | 第40回衆議院議員総選挙   | 1993年07月18日 | 34   | 千葉県第4区        | 日本新党     | 13万4529票 | 16.1%  | 5    | 3/9                | /                            |
| 落   | 第41回衆議院議員総選挙   | 1996年10月20日 | 38   | 千葉県第8区        | 新進党       | 6万2740票  | 30.67% | 1    | 2/5                | /                            |
| 当   | 第42回衆議院議員総選挙   | 2000年06月25日 | 41   | 千葉県第8区        | 民主党       | 9万1220票  | 39.62% | 1    | 1/5                | /                            |
| 比当 | 第43回衆議院議員総選挙   | 2003年11月09日 | 44   | 千葉県第11区       | 民主党       | 6万296票   | 29.06% | 1    | 2/3                | 1/9                          |
| 当   | 第44回衆議院議員総選挙   | 2005年09月11日 | 47   | 比例南関東ブロック | 民主党       | ーー票     | ーー   | 22   | /                  | 1/7                          |
| 当   | 第21回参議院議員通常選挙 | 2007年07月29日 | 48   | 千葉県選挙区       | 民主党       | 66万6241票 | 25.22% | 3    | 1/8                | /                            |
| 当   | 第23回参議院議員通常選挙 | 2013年07月21日 | 54   | 千葉県選挙区       | 民主党       | 38万8529票 | 16.27% | 3    | 3/9                | /                            |
| 当   | 第25回参議院議員通常選挙 | 2019年07月21日 | 60   | 千葉県選挙区       | 旧立憲民主党 | 66万1224票 | 28.89% | 3    | 2/6                | /                            |
| 当   | 第27回参議院議員通常選挙 | 2025年07月20日 | 66   | 千葉県選挙区       | 立憲民主党   | 50万96票   | 17.64% | 3    | 2/16               | /                            |